# عجلون
عَجلون نام شهری در شمال اردن است. این شهر که بر روی تپه‌ماهورها قرار گرفته مرکز استانی به همین نام است. در عجلون آثار کاخی باشکوه از سده ۱۲ میلادی دیده می‌شود.

## نگارخانه

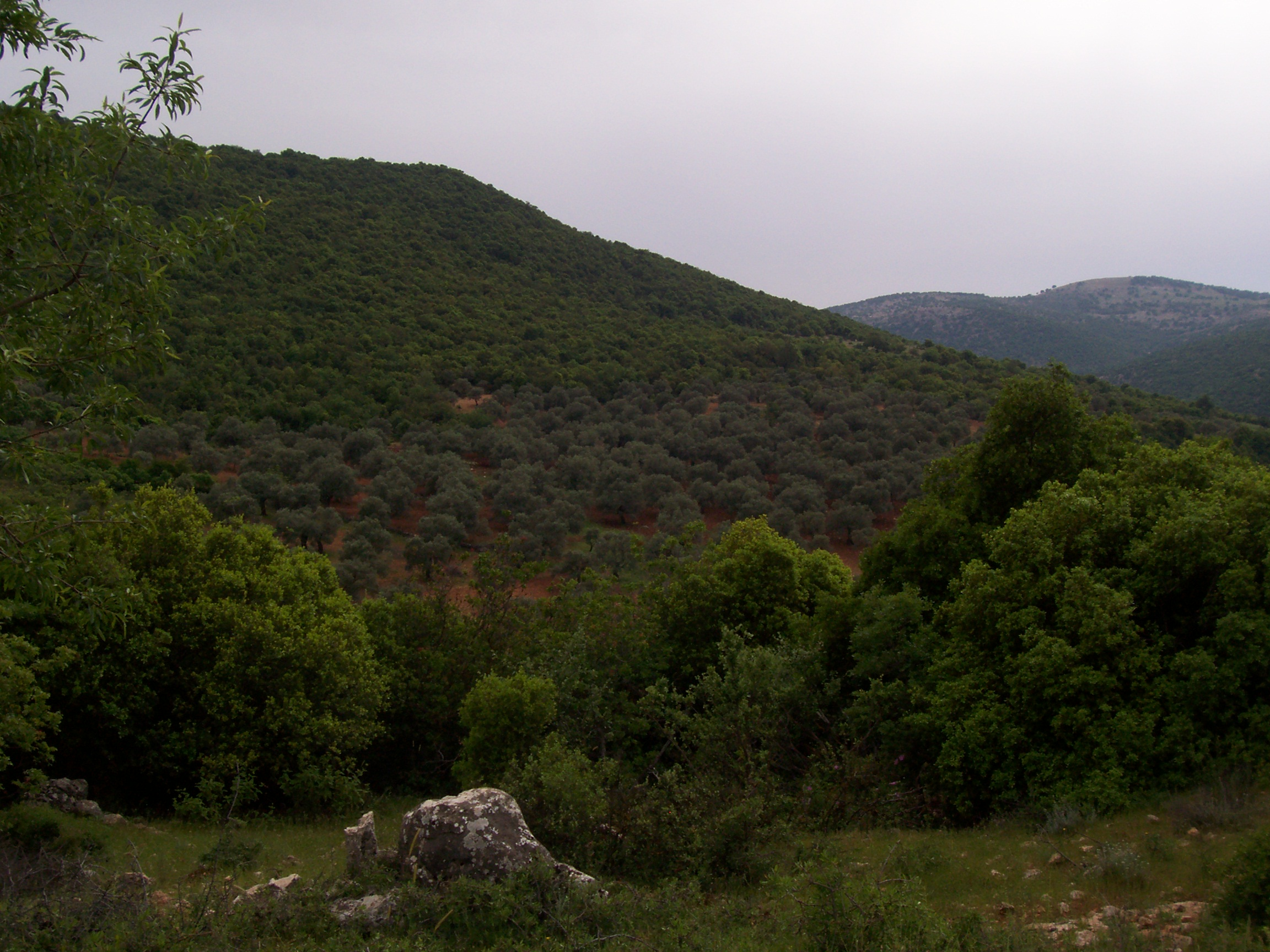
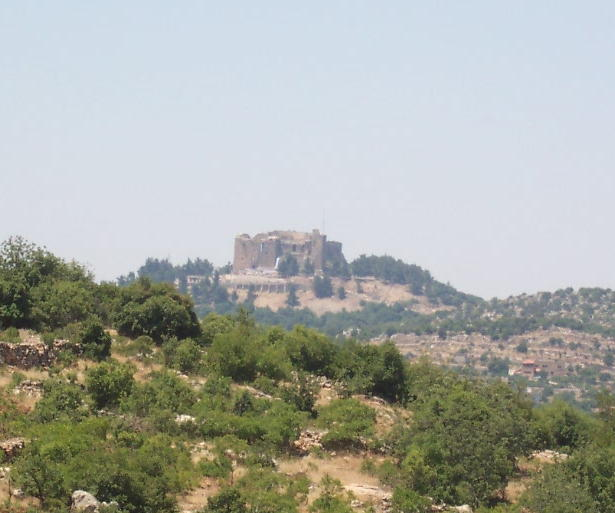
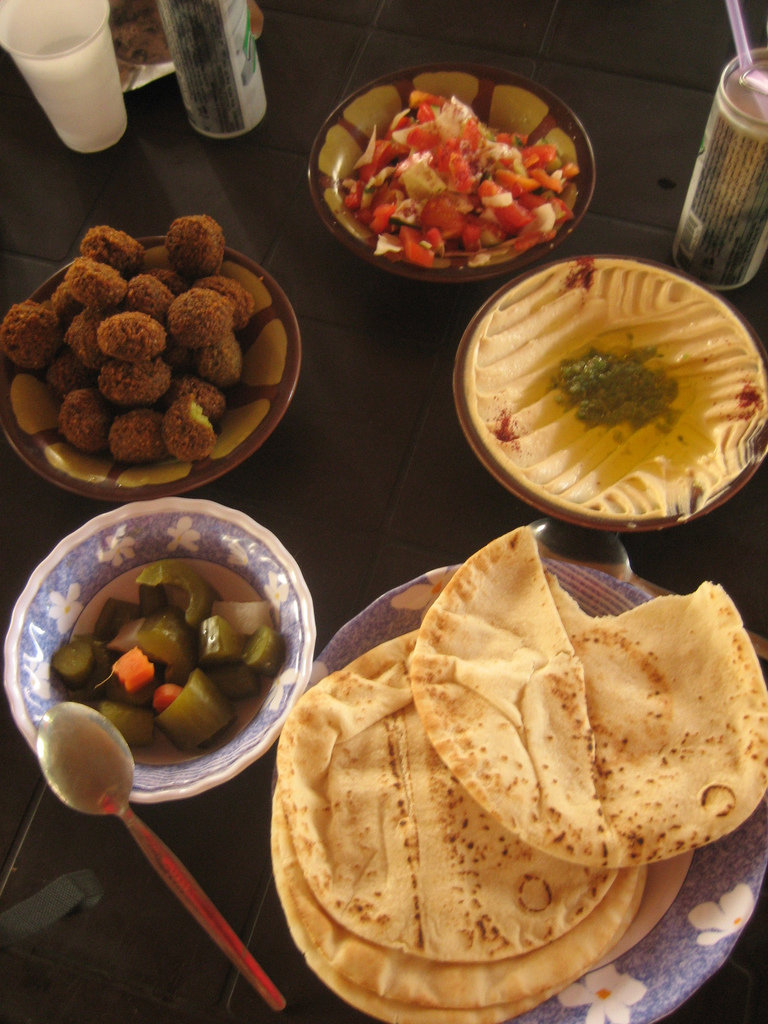
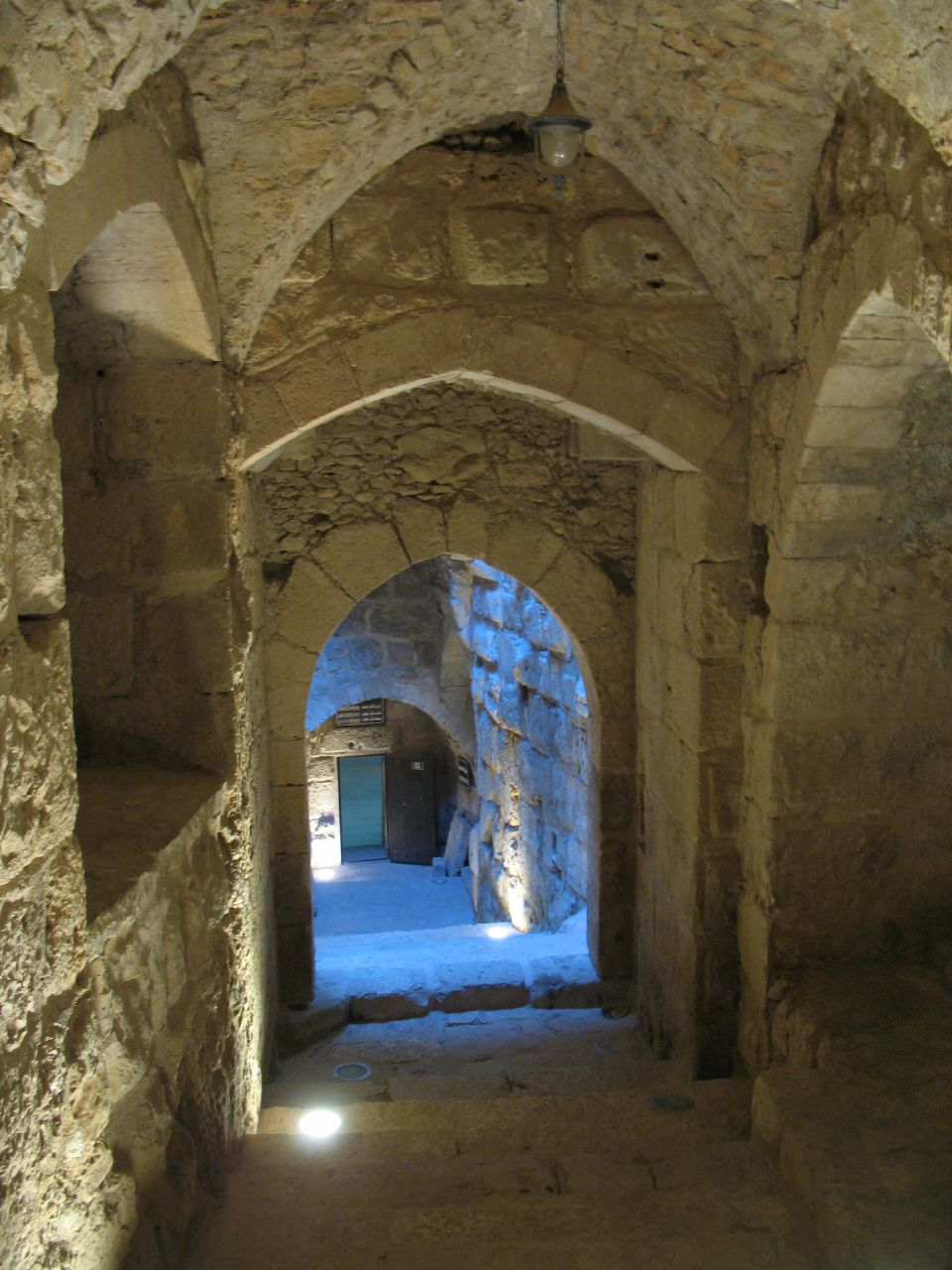
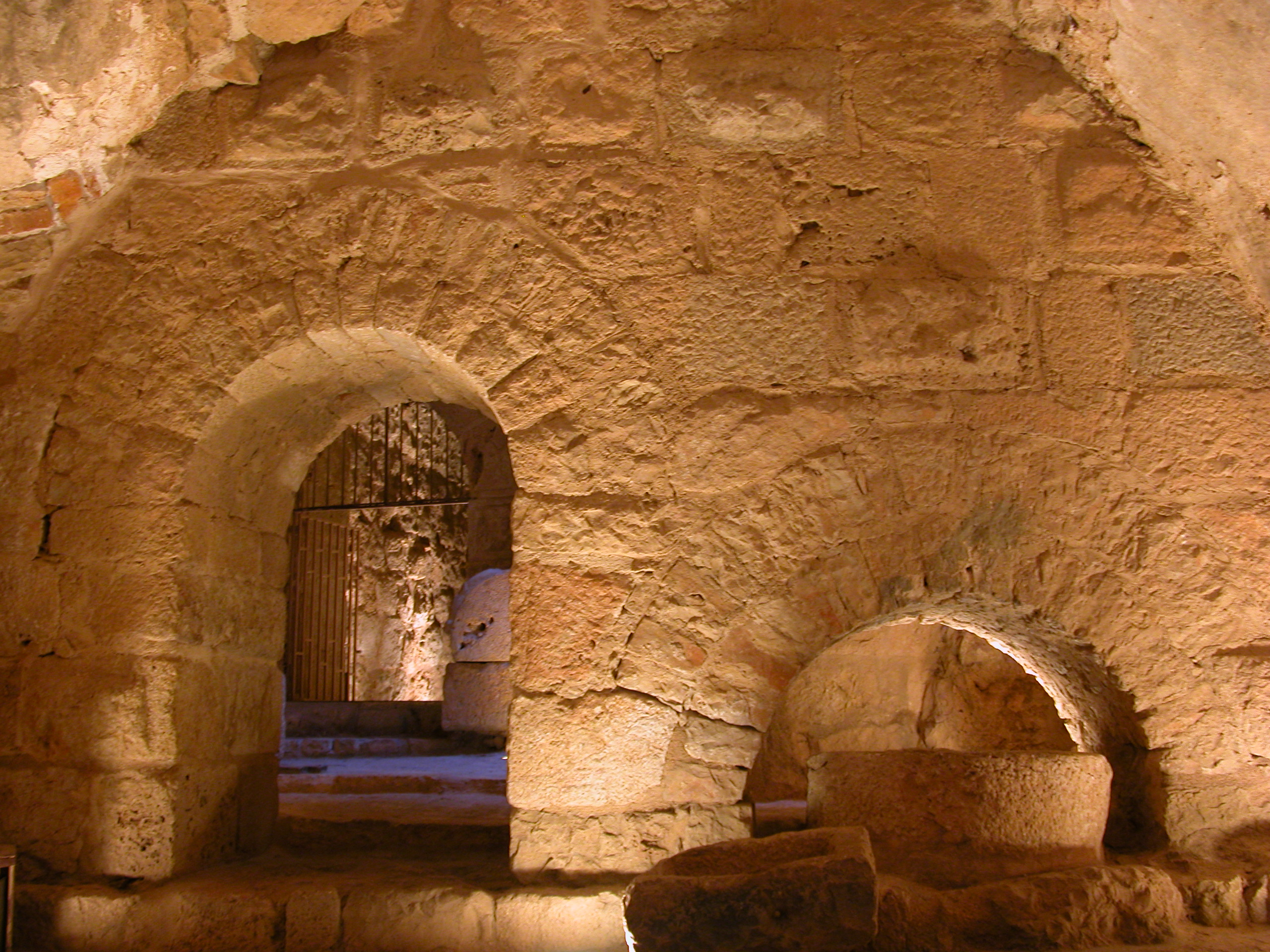
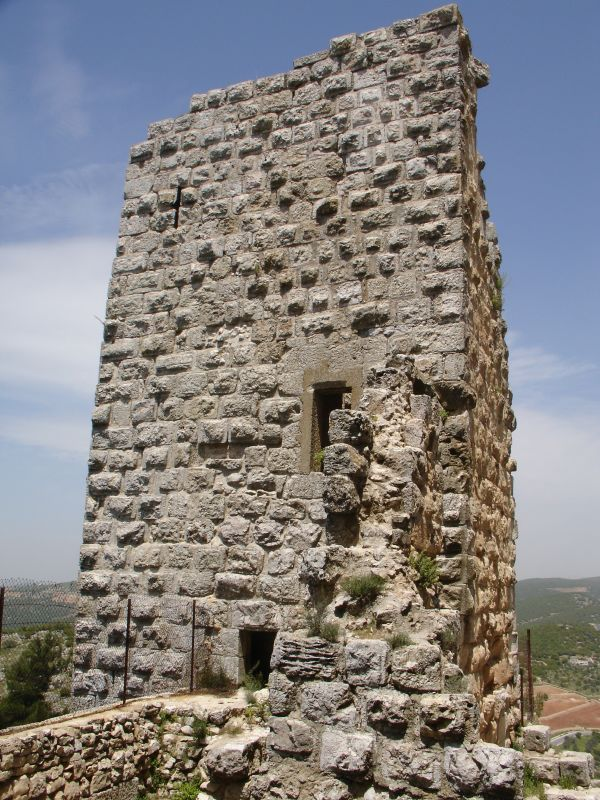
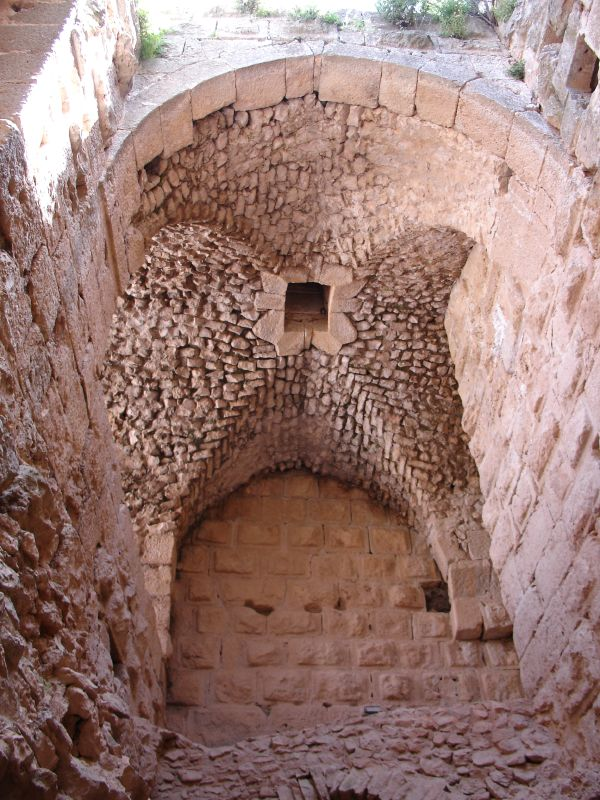
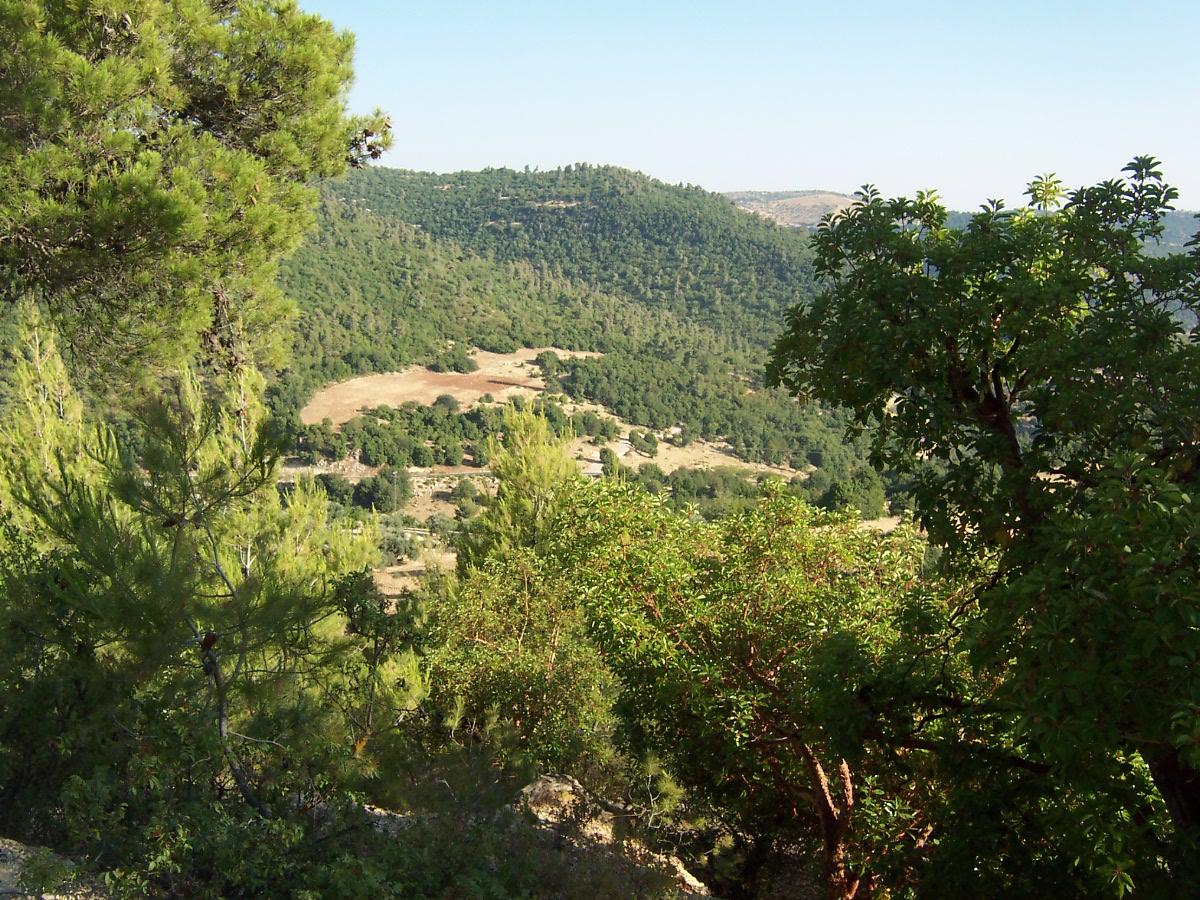
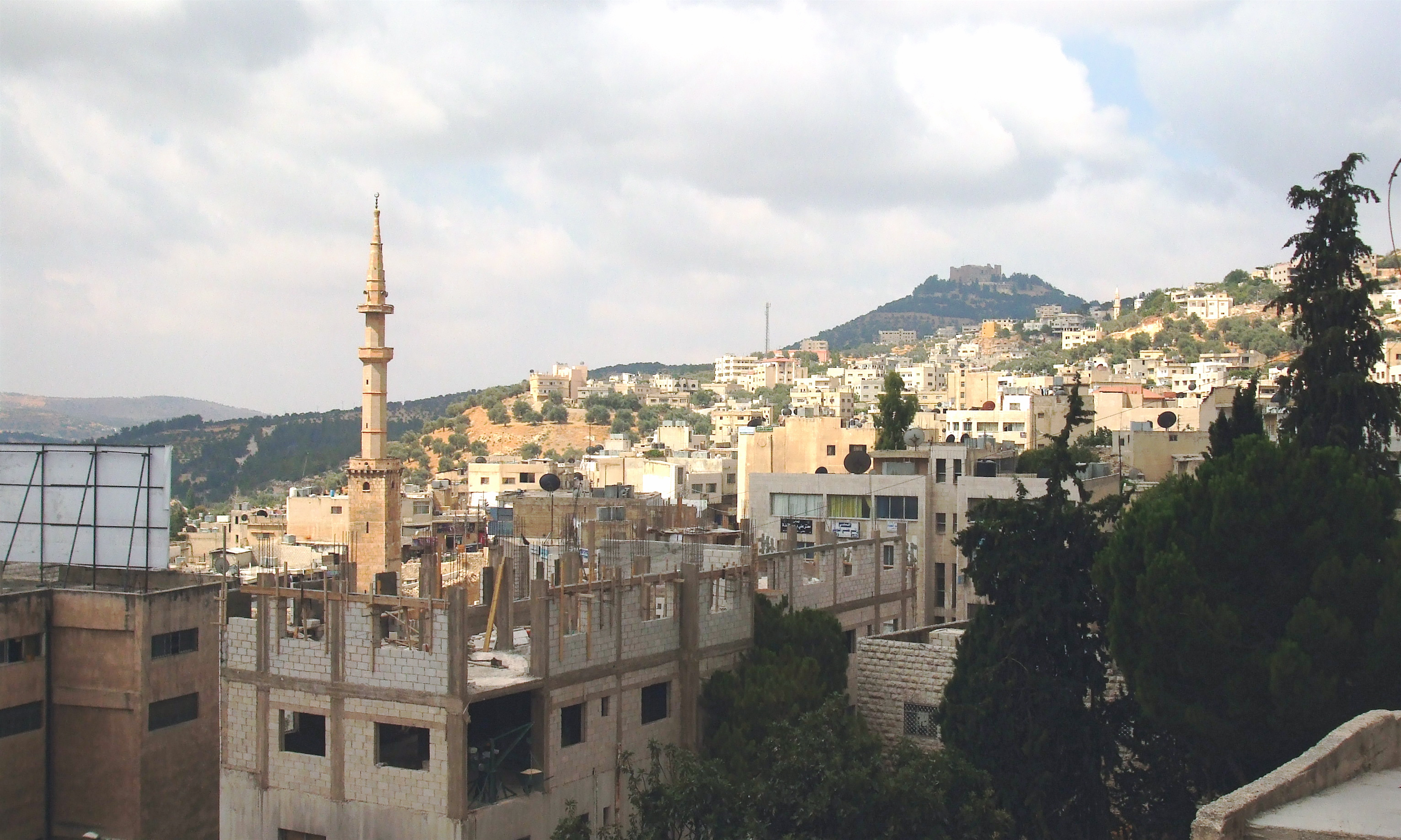
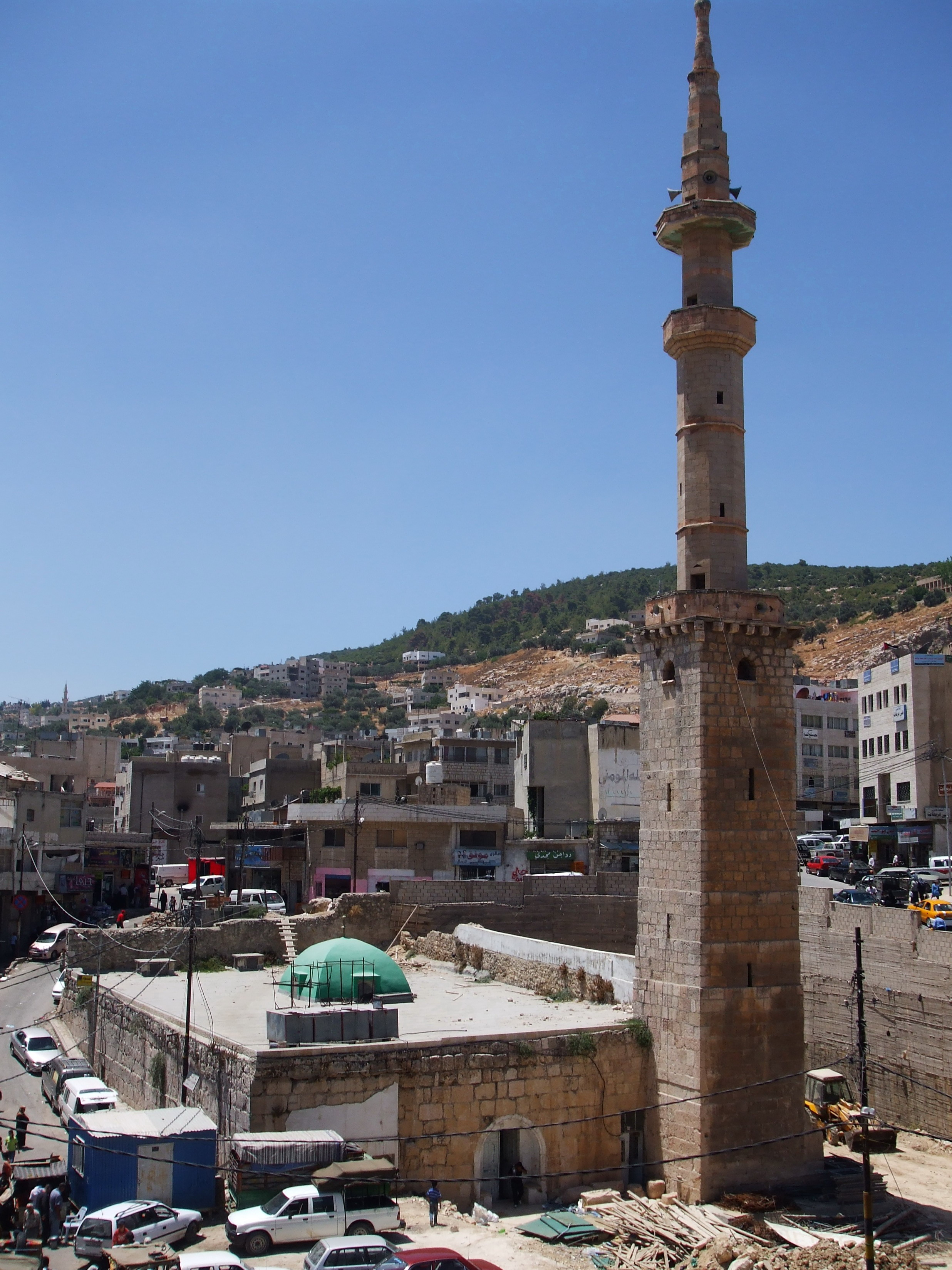